# Бертолф фон Трир
Бертолф (Бертхолд) фон Трир (на немски: Bertolf, Berthold, Bertulf, Bertholf von Trier; † 10 февруари 883) е архиепископ на Трир (869 – 883).

## Биография
Той е син на Гебхард фон Лангау († 879), граф в Нидерлангау (Долен Лангау), родоначалник на род Конрадини, и съпругата му, която е сестра на граф Ернст от Нордгау († 865). Леля му Ирментруда Орлеанска († 869) е омъжена за император Карл II Плешиви (Каролинги). Племенник е на Адвенциус († 875), епископ на Мец (858 – 875). Брат е на Удо (830 – 879), граф в Лангау, Валдо, 868/879 игумен на манастир „Св. Максимин“ в Трир, и Беренгар († сл. 879), маркграф на Неустрия, граф в Хесенгау.
Бертолф е абат на бенедиктинския манастир Метлах. През 869 г. Карл II Плешиви го предлага успешно за архиепископ на Трир. Катедралният капител е съгласен. Карл подарява на Бертолф коронския имот Мерциг.
На 26 и 27 септември 870 г. Бертолф, заедно с архиепископите Лиутберт от Майнц и Вилиберт от Кьолн на църковния събор в Кьолн новопостроената катедрала в Кьолн.
През 879 г. Бертолф освещава подарения от баща му Гебхард през 845 г. манастир „Св. Северус“ в Гемюнден при присъствието на Гебхард, крал Лудвиг III и брат му Валдо от „Св. Максимин“.
През април 882 г. той бяга от норманите в Мец. На велики четвъртък на 5 април норманите нахлуват в Трир, унищожават го на великден и след това се оттеглят към Кобленц и Мец. Брат му Вала е убит в битка, Бертолф се спасява..
Бертолф умира на 10 февруари 883 г. Той е погребан в манастир „Св. Паули“ в Трир.